# Beautiful Day (Vassy)
Beautiful Day è il secondo album della cantante australiana Vassy, pubblicato il 1 maggio 2012.

## Tracce
1. We Are Young – 3:03
2. Fallin' (For Your Love) – 3:40
3. It's Alright – 2:41
4. Today's My Day – 2:58
5. Real Deal – 3:13
6. Beautiful Day(Make Room for Love) – 3:08
7. The Weekend – 3:05
8. Dream Out Loud – 2:41
9. Desire – 3:00
10. Bliss – 3:39
11. Lucky Day – 3:13
12. Girls & Boyz – 2:48
13. Could This Be Love – 3:41